# Stan Mikita
Stanislav "Stan" Mikita, född Stanislav Guoth den 20 maj 1940 i Sokolče, Slovakien, död 7 augusti 2018 i Chicago, Illinois, var en slovakisk-kanadensisk professionell ishockeyspelare. Han spelade under hela sin NHL-karriär, från 1958 till 1980, för Chicago Black Hawks, med vilka han vann Stanley Cup 1961. Anses vara den som var först med böjt blad på klubban med vilket han och Bobby Hull märkte gav ett bättre slagskott.
1998 samlade tidningen The Hockey News ihop en kommitté av 50 hockeyexperter bestående av före detta NHL-spelare, journalister, TV-bolag, tränare och styrelsemedlemmar för att göra en lista över de 100 bästa spelarna i NHL:s historia. Experterna röstade fram Mikita på plats nummer 17 varmed han, om än uppvuxen i Kanada, blev den högst rankade Europafödde spelaren.
Mikita medverkade i filmen Wayne's World från 1992.

## Statistik

### Klubbkarriär
| 1956–57    | St. Catharines Teepees | OHA        | 52   | 16  | 31  | 47   | 129  | 14  | 8  | 9  | 17  | 44  |
| 1957–58    | St. Catharines Teepees | OHA        | 52   | 31  | 47  | 78   | 146  | 8   | 4  | 5  | 9   | 46  |
| 1958–59    | St. Catharines Teepees | OHA        | 45   | 38  | 59  | 97   | 197  | —   | —  | —  | —   | —   |
| 1958–59    | Chicago Black Hawks    | NHL        | 3    | 0   | 1   | 1    | 4    | —   | —  | —  | —   | —   |
| 1959–60    | Chicago Black Hawks    | NHL        | 67   | 8   | 18  | 26   | 119  | 3   | 0  | 1  | 1   | 2   |
| 1960–61    | Chicago Black Hawks    | NHL        | 66   | 19  | 34  | 53   | 100  | 12  | 6  | 5  | 11  | 21  |
| 1961–62    | Chicago Black Hawks    | NHL        | 70   | 25  | 52  | 77   | 97   | 12  | 6  | 15 | 21  | 19  |
| 1962–63    | Chicago Black Hawks    | NHL        | 65   | 31  | 45  | 76   | 69   | 6   | 3  | 2  | 5   | 2   |
| 1963–64    | Chicago Black Hawks    | NHL        | 70   | 39  | 50  | 89   | 146  | 7   | 3  | 6  | 9   | 8   |
| 1964–65    | Chicago Black Hawks    | NHL        | 70   | 28  | 59  | 87   | 154  | 14  | 3  | 7  | 10  | 53  |
| 1965–66    | Chicago Black Hawks    | NHL        | 68   | 30  | 48  | 78   | 58   | 6   | 1  | 2  | 3   | 2   |
| 1966–67    | Chicago Black Hawks    | NHL        | 70   | 35  | 62  | 97   | 12   | 6   | 2  | 2  | 4   | 2   |
| 1967–68    | Chicago Black Hawks    | NHL        | 72   | 40  | 47  | 87   | 14   | 11  | 5  | 7  | 12  | 6   |
| 1968–69    | Chicago Black Hawks    | NHL        | 74   | 30  | 67  | 97   | 52   | —   | —  | —  | —   | —   |
| 1969–70    | Chicago Black Hawks    | NHL        | 76   | 39  | 47  | 86   | 50   | 8   | 4  | 6  | 10  | 2   |
| 1970–71    | Chicago Black Hawks    | NHL        | 74   | 24  | 48  | 72   | 85   | 18  | 5  | 13 | 18  | 16  |
| 1971–72    | Chicago Black Hawks    | NHL        | 74   | 26  | 39  | 65   | 46   | 8   | 3  | 1  | 4   | 4   |
| 1972–73    | Chicago Black Hawks    | NHL        | 57   | 27  | 56  | 83   | 32   | 15  | 7  | 13 | 20  | 8   |
| 1973–74    | Chicago Black Hawks    | NHL        | 76   | 30  | 50  | 80   | 46   | 11  | 5  | 6  | 11  | 8   |
| 1974–75    | Chicago Black Hawks    | NHL        | 79   | 36  | 50  | 86   | 48   | 8   | 3  | 4  | 7   | 12  |
| 1975–76    | Chicago Black Hawks    | NHL        | 48   | 16  | 41  | 57   | 37   | 4   | 0  | 0  | 0   | 4   |
| 1976–77    | Chicago Black Hawks    | NHL        | 57   | 19  | 30  | 49   | 20   | 2   | 0  | 1  | 1   | 0   |
| 1977–78    | Chicago Black Hawks    | NHL        | 76   | 18  | 41  | 59   | 35   | 4   | 3  | 0  | 3   | 0   |
| 1978–79    | Chicago Black Hawks    | NHL        | 65   | 19  | 36  | 55   | 34   | —   | —  | —  | —   | —   |
| 1979–80    | Chicago Black Hawks    | NHL        | 17   | 2   | 5   | 7    | 12   | —   | —  | —  | —   | —   |
| OHA totalt | OHA totalt             | OHA totalt | 149  | 85  | 137 | 222  | 472  | 22  | 12 | 14 | 26  | 26  |
| NHL totalt | NHL totalt             | NHL totalt | 1394 | 541 | 926 | 1467 | 1270 | 155 | 59 | 91 | 150 | 169 |

## Meriter
- Art Ross Trophy 1964, 1965, 1967 och 1968
- Hart Memorial Trophy 1967 och 1968
- Lady Byng Trophy 1967 och 1968
- Lester Patrick Trophy 1976
- Enda spelare som har vunnit Art Ross, Hart och Lady Byng Trophy samma säsong och det gjorde han två säsonger i rad: 1967 och 1968.
- Spelade All-Star match 1964, 1967, 1968, 1969, 1971, 1972, 1973, 1974 och 1975
- Endast Steve Yzerman, Alex Delvecchio och Nicklas Lidström har haft en längre karriär i ett enda lag.
- Ligger just nu på 13:e plats i antalet gjorda poäng (1467) och på 16:e plats i antalet assist (926).